# Paulien Mathues
Paulien Mathues (29 november 1994) is een Vlaamse zangeres. Ze werd op 3 mei 2013 als achttienjarige de winnaar van het tweede seizoen van The Voice van Vlaanderen.
Net zoals Glenn Claes, de winnaar van het jaar voordien in 2012 was zij een kandidate uit het team van Jasper Steverlinck. Ze passeerde de selectieronde in de vijfde aflevering, door haar vertolking van Smile van Lily Allen. Jasper Steverlinck en Koen Wauters kozen voor haar door af te drukken, zij koos uit beiden voor Jasper. 
In de Battles moest ze het opnemen tegen Gilles Thiry met het nummer "Fascination" van Alphabeat. Paulien won de battle.
In de eerste liveshow zong ze een ingetogen versie van 'The One That I Want' van John Travolta & Olivia Newton-John. 
In de derde liveshow  zong ze "Delay" van Intergalactic Lovers die men ook kon downloaden op iTunes. In de vierde liveshow bracht ze "Friday I'm in love" van The Cure. In deze halve finale won ze het van Matthijs Vanstaen met respectievelijk 106% en 94%.
In de finale moest ze het opnemen tegen o.a. Theo Dewitte, Olivier De Laet en Robby Longo. Ze won uiteindelijk van Robby Longo.
Smile vertolkte ze een tweede maal in de finale van de reeks, aangevuld met Love Is a Losing Game van Amy Winehouse in een duet met Jasper Steverlinck. Ook in de finale bracht ze een tweede maal haar eerste single, There's Some Place I've Got To Be. Haar overwinning leverde haar een nieuwe wagen en een platencontract voor een cd op. Ze was de eerste vrouwelijke winnaar van een talentenjacht op de Vlaamse televisie sinds 2005.
De hitsingle There's Some Place I've Got To Be kwam in zijn eerste week Vlaamse Ultratop 50 op 4 mei 2013 binnen op een 11de positie.
In juli 2021 presenteert Mathues na acht jaar stilte haar nieuwe soloproject 'M'. De eerste single is het Duitstalige nummer Egal. Daarnaast zingt ze als achtergrondzangeres bij Arsenal.
Paulien is een dochter van Jean-Marie Mathues, alias Quirit, een cartoonist die voor P-Magazine en Gazet van Antwerpen werkt. Ze woont in Antwerpen.

## Discografie
| Jaar | Plaats                            |
| 2013 | Delay                             |
| 2013 | There's Some Place I've Got To Be |
| 2013 | Ain't No Fool                     |

## Hitlijsten

### Albums
| Album met hitnotering(en) in de Vlaamse Ultratop 200 albums | Datum van verschijnen | Datum van binnenkomst | Hoogste positie | Aantal weken | Opmerkingen |
| ----------------------------------------------------------- | --------------------- | --------------------- | --------------- | ------------ | ----------- |
| Flying thoughts                                             | 2013                  | 29-11-2013            | 24              | 11*          |             |

### Singles
| Single met hitnotering(en) in de Vlaamse Ultratop 50 | Datum van verschijnen | Datum van binnenkomst | Hoogste positie | Aantal weken | Opmerkingen                 |
| ---------------------------------------------------- | --------------------- | --------------------- | --------------- | ------------ | --------------------------- |
| There's Some Place I've Got To Be                    | 2013                  | 04-05-2013            | 4               | 10           | Nr. 10 in de Radio 2 Top 30 |
| Ain't no fool                                        | 2013                  | 19-10-2013            | tip1            | -            | Nr. 8 in de Radio 2 Top 30  |
| Loving you                                           | 2014                  | 07-02-2014            | tip37*          | -            |                             |